# 元山上口駅

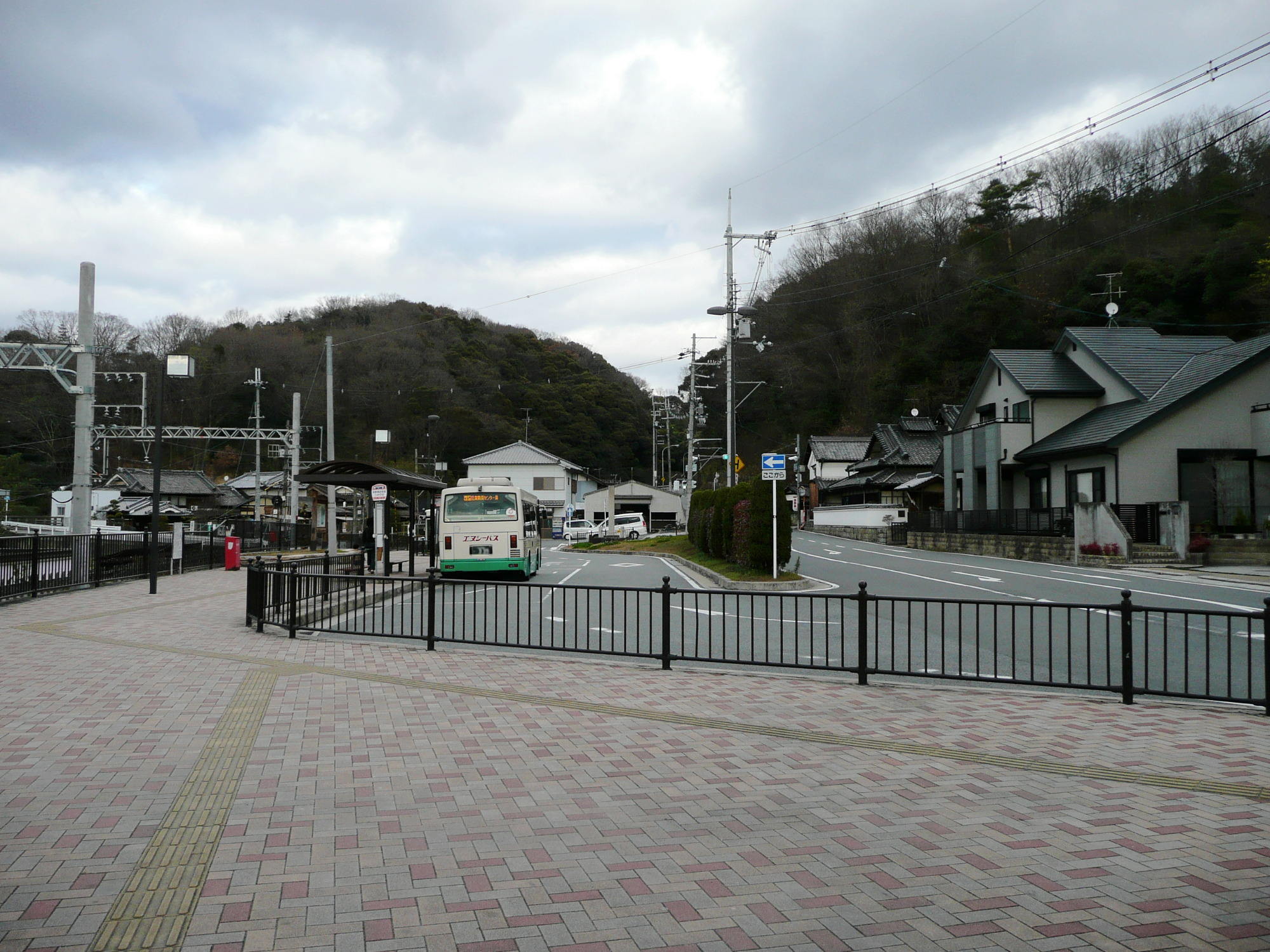
駅前広場

元山上口駅（もとさんじょうぐちえき）は、奈良県生駒郡平群町椣原にある、近畿日本鉄道（近鉄）生駒線の駅。駅番号はG23。

## 歴史
- 1926年（大正15年）10月21日：信貴生駒電鉄が山下駅（現在の信貴山下駅）から延伸した際の終着として開業[1]。
- 1926年（昭和元年）12月28日：信貴生駒電鉄が仮新生駒駅まで延伸し、途中駅となる[1]。
- 1964年（昭和39年）10月1日：近畿日本鉄道が信貴生駒電鉄を合併。近鉄生駒線の駅となる[1]。
- 2007年（平成19年）4月1日：PiTaPa使用開始[2]。
- 2012年（平成24年）12月21日：竜田川駅、勢野北口駅とともに終日無人駅化される。

## 駅構造
単式1面1線のホームを持つ地平駅。ホームは下り側（すなわち王寺方面に向かって左側）にある。棒線駅のため、生駒行きと王寺行きが同一のホームに発着する。ホーム有効長は4両分。
駅舎はホーム側面にある。駅前はロータリーがありバス停もある。トイレは汲み取り式。
王寺駅管理の無人駅で、PiTaPa・ICOCA対応の自動改札機および自動精算機（回数券カードおよびICカードのチャージに対応）が設置されている。
なお、元山上口という駅名は「元山上」への入口、という意味である（後述）。

## 利用状況
近年における当駅の1日乗降人員の調査結果は以下の通り。
- 2023年11月7日：1,262人
- 2022年11月8日：1,271人
- 2021年11月9日：1,171人
- 2018年11月13日：1,465人
- 2015年11月10日：1,768人
- 2012年11月13日：1,856人
- 2010年11月9日：1,969人
- 2008年11月18日：2,368人
- 2005年11月8日：2,413人

## 駅周辺
- 千光寺 - 元山上と呼ばれ、大峯山との関係が深い当駅の駅名の由来である。
- 亀の井ホテル大和平群（旧・かんぽの宿大和平群）
- 生駒山口神社
- 平群緑ヶ丘郵便局
- 平群町立平群北小学校

## バス路線
エヌシーバス（元山上口駅バス停） ※2021年7月3日時点の運行路線
- 1番乗り場
  - 90系統：平群駅行き (老人福祉センター前経由)
  - 91系統：平群駅行き (中央公民館前経由)
- 2番乗り場
  - 92系統：緑ヶ丘循環（元山上口駅行き)
  - 95系統：かんぽの宿大和平群行き

## 隣の駅
近畿日本鉄道
G 生駒線
東山駅 (G22) - 元山上口駅 (G23) - 平群駅 (G24)